# Huansu H3
Huansu H3 — семиместный минивэн, выпускавшийся подразделением Huansu автомобильной корпорации Chongqing Bisu, которая тесно связана с Beiqi-Yinxiang — совместным предприятием Beijing Auto (Beiqi) и Yinxiang Group.

## Описание
Впервые Huansu H3 был представлен в 2015 году в Чэнду. Ценовой диапазон варьировался от 55800 до 67800 юаней. Изначально автомобиль оснащался 1,5-литровым двигателем мощностью 113 л. с. и крутящим моментом 150 Н·м, а позже в моторную гамму был добавлен 1,8-литровый двигатель мощностью 140 л. с. и крутящим моментом 180 Н·м. Коробка передач — пятиступенчатая механическая или автоматическая.
На платформе Huansu H3 также выпускается Bisu M3.

## Huansu H3F
Продажи Huansu H3F начались в июне 2016 года. Ценовой диапазон варьировался от 58800 до 67800 юаней. Автомобиль оснащён 1,5-литровым атмосферным двигателем мощностью 114 л. с. и крутящим моментом 150 Н·м. Коробка передач — пятиступенчатая механическая.
- Вид спереди
- Вид сзади